# Pinus coulteri
Il pino di Coulter (Pinus coulteri D.Don, 1837) è una conifera appartenente alla famiglia Pinaceae, diffusa nel Nordamerica.